# Dinothenarus pubescens pubescens
Dinothenarus pubescens pubescens é uma subespécie de insetos coleópteros polífagos pertencente à família Staphylinidae.
A autoridade científica da subespécie é De Geer, tendo sido descrita no ano de 1774.
Trata-se de uma subespécie presente no território português.